# Chutney (smaakmaker)

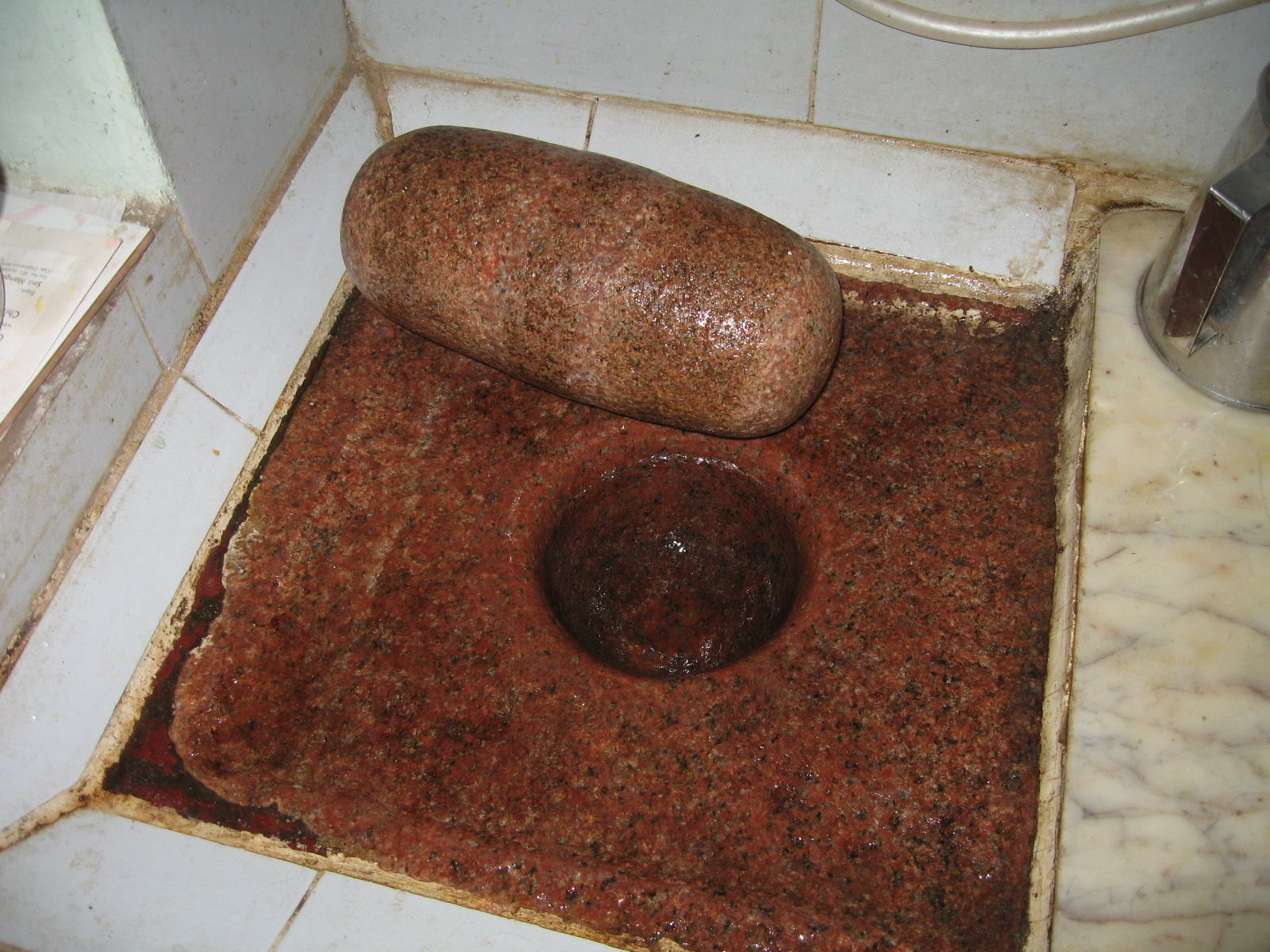
traditionele kneedstenen gebruikt voor maken van chutney in India

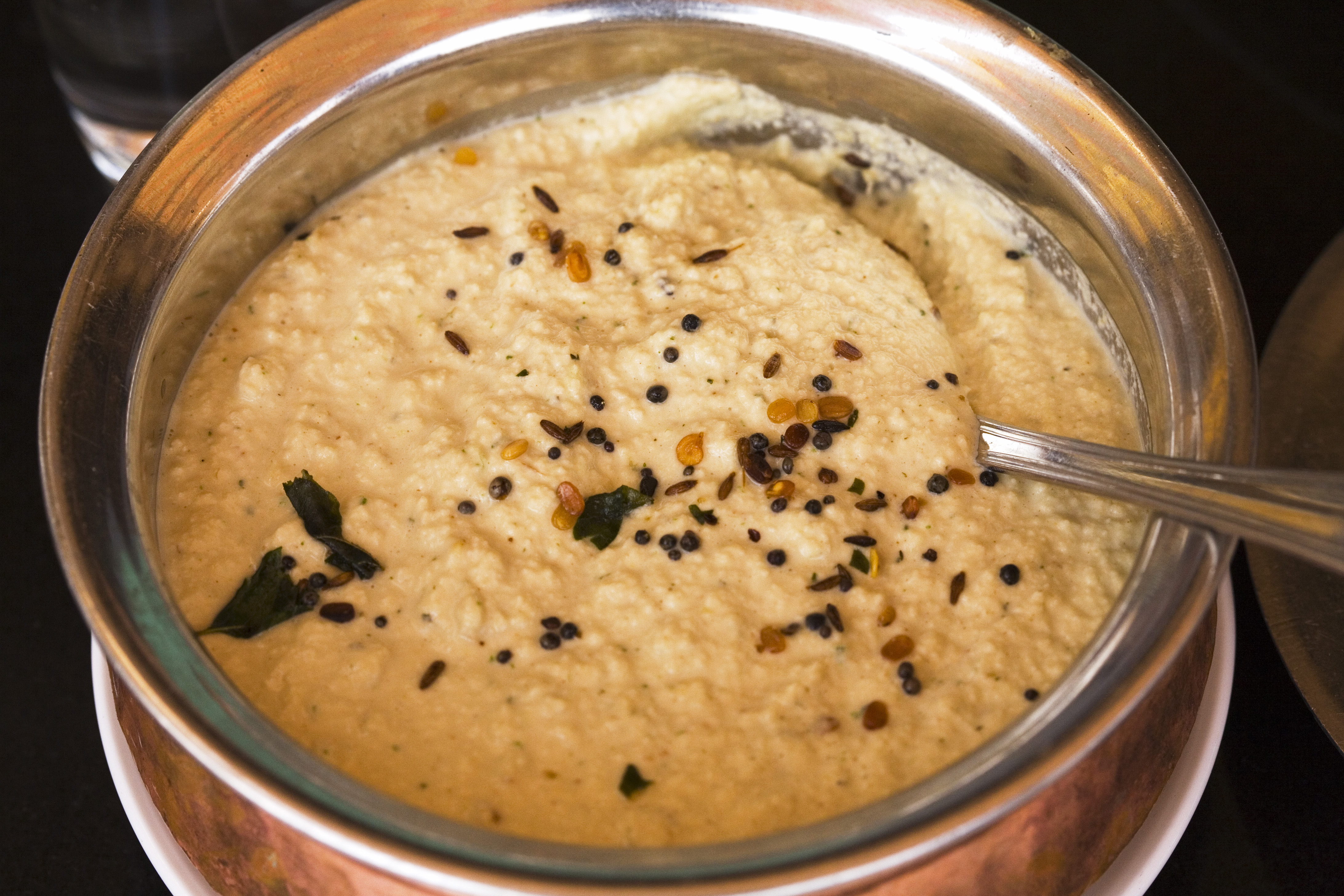
chutney

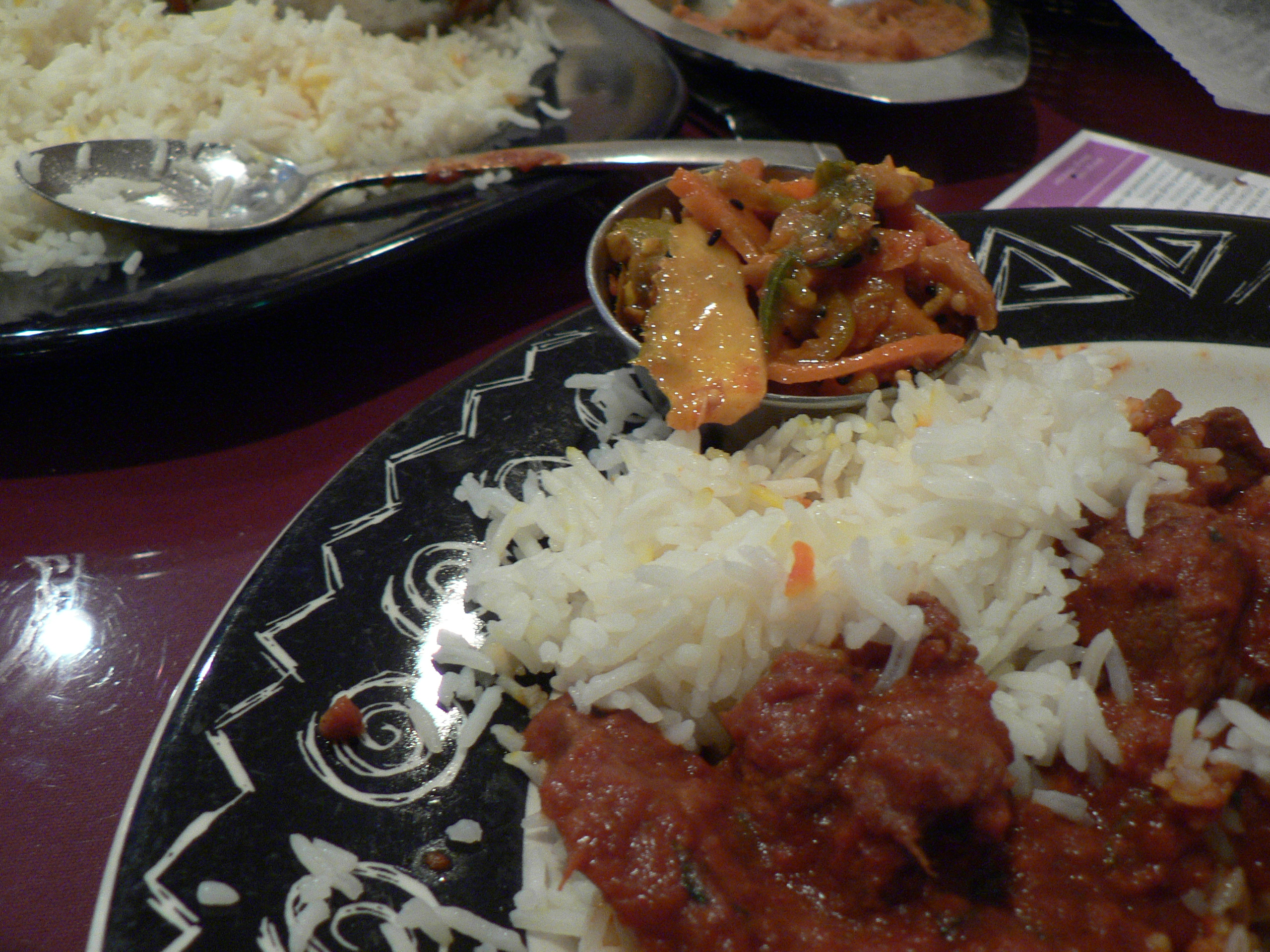
Mangochutney

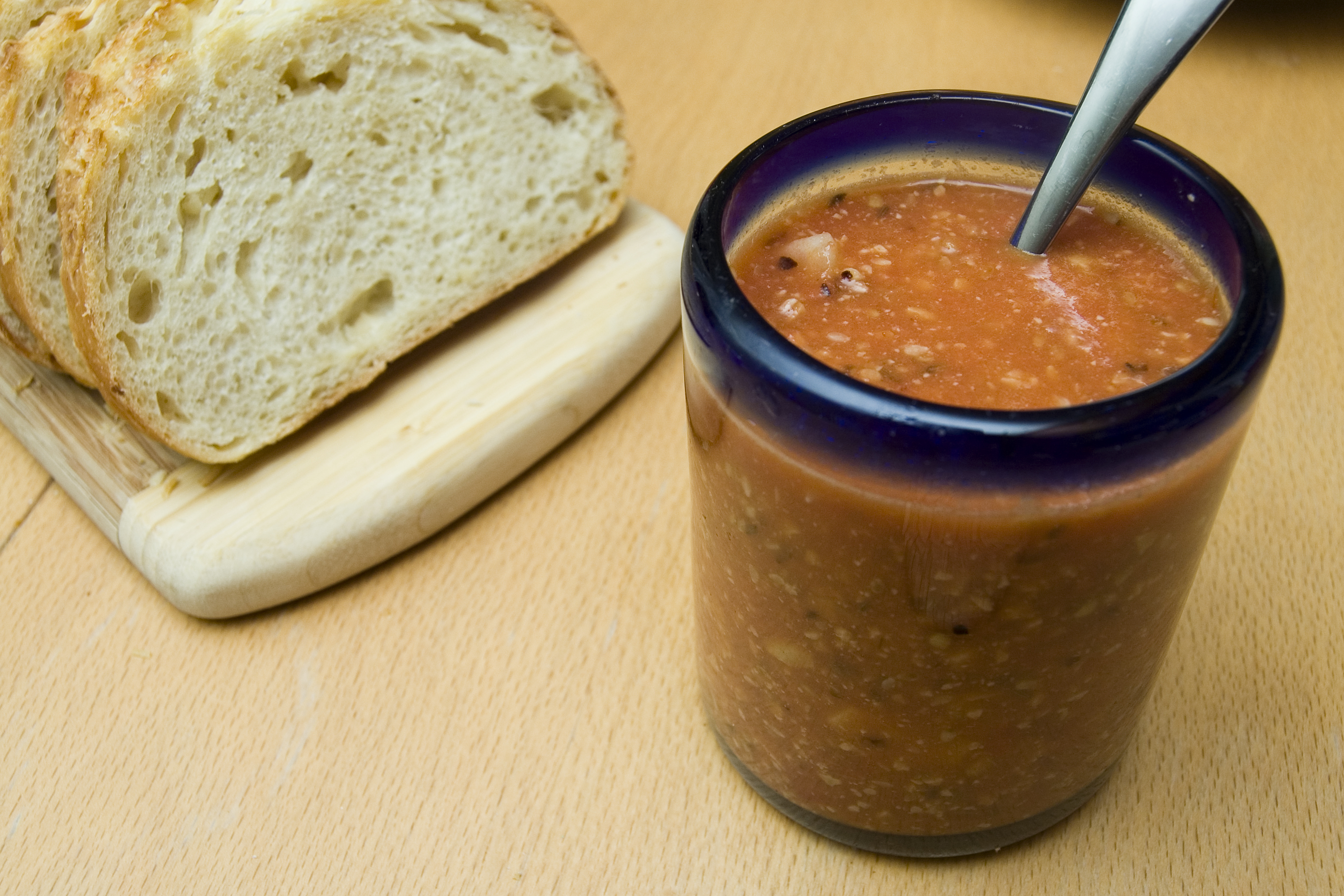
Eenvoudige tomatenchutney

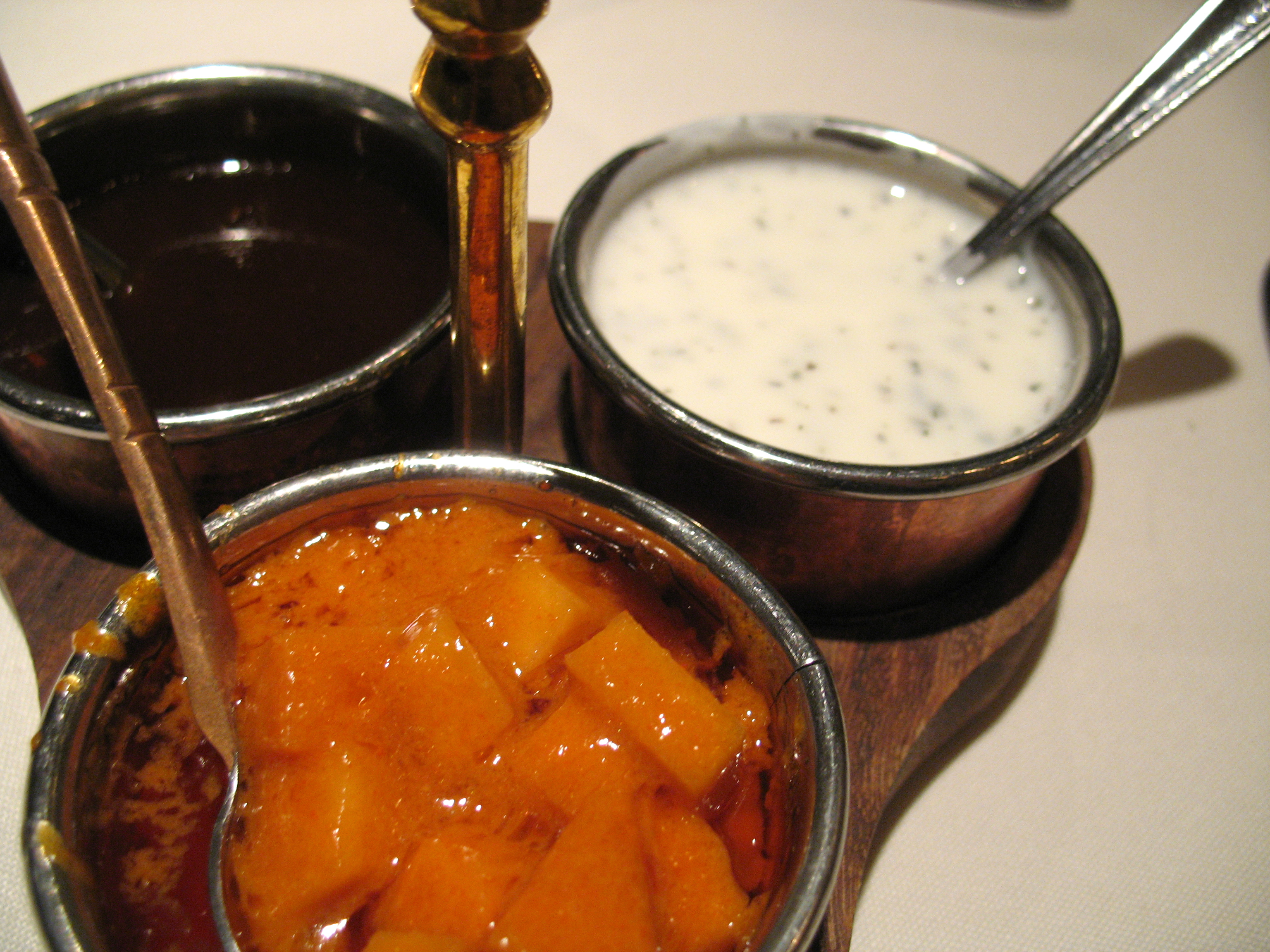
Chutneys

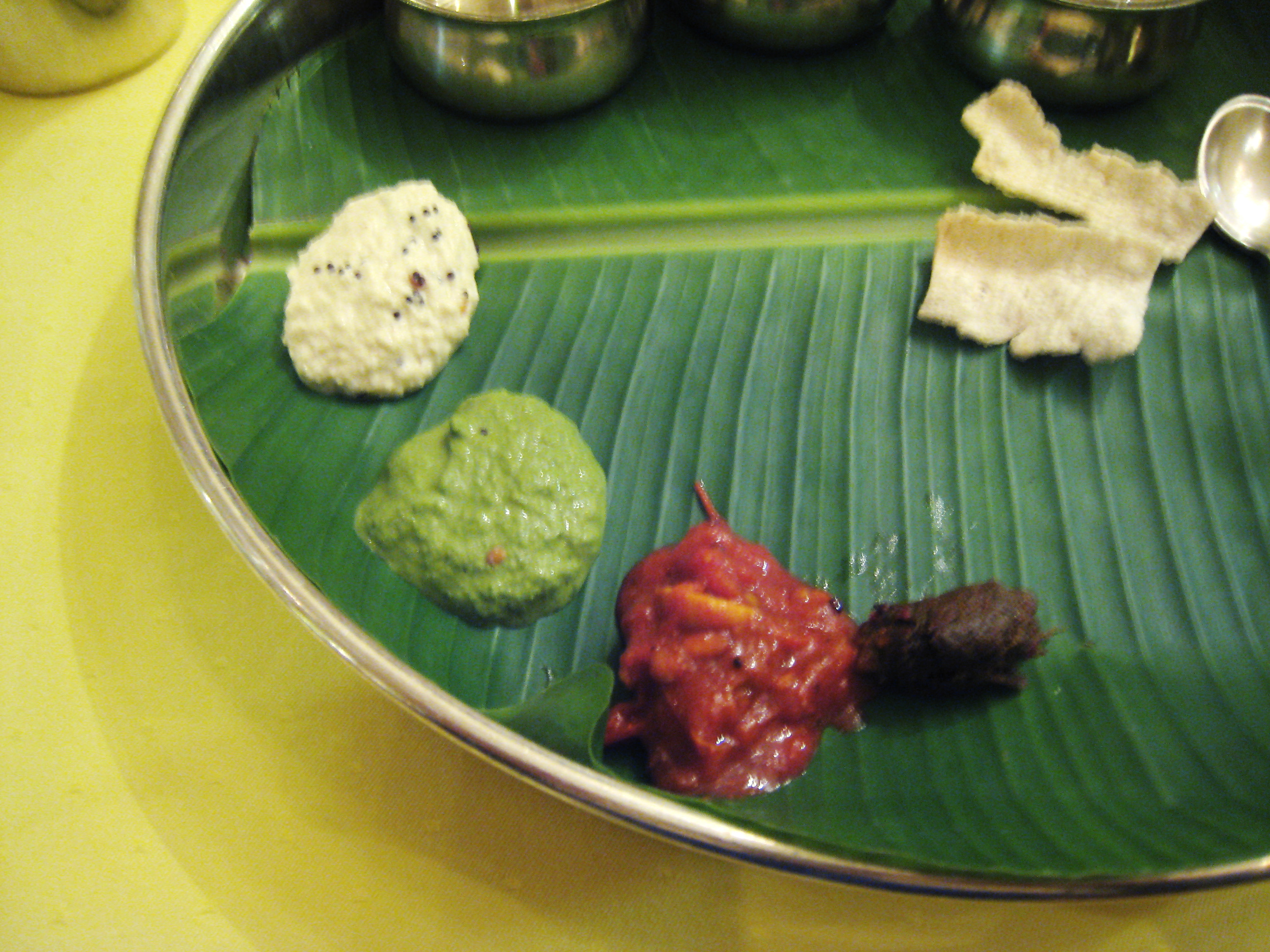
Dakshin-chutneys

Een chutney is een smaakmaker uit de Indiase en Pakistaanse keuken die ook in de Surinaamse keuken voorkomt. De oorsprong van het woord chutney ligt in het Hindi-woord: चटनी, uitgesproken als caṭnī.
In de landen van oorsprong wordt chutney meestal vers bereid, met wat er voor ingrediënten met een sterke smaak toevallig beschikbaar zijn. Zo'n chutney bevat geen conserveermiddelen, omdat het direct na bereiding wordt gegeten.
Aan een basis van een vruchtenpuree worden kruiden en smaakmakers toegevoegd zoals azijn, tamarinde, gember, mosterdzaad, knoflook, peper en ui. Ook worden wel kruiden, zoals fenegriek, koriander en komijn gebruikt. De chutney smaakt naast scherp vaak ook zoet door toegevoegde suiker, en zuur door azijn. 
Een chutney wordt gemaakt door de ingrediënten samen te stampen. Daarvoor wordt vaak een stenen vijzel gebruikt. In Europa en Noord-Amerika gebruikt men chutneys die langdurig kunnen worden bewaard. Daartoe worden er plantaardige olie, azijn of citroensap toegevoegd, evenals veel suiker. Zo wordt chutney op dezelfde manier houdbaar als jam.

## Varianten
De in Suriname en Nederland bekendste variant is mangochutney, een zeer dikke vruchtenpuree die te combineren is met kip of curry. Traditioneel wordt mangochutney van onrijpe, nog groene mango's gemaakt.

## Geschiedenis
Omstreeks 1600 werden chutneys voor het eerst naar Europese landen zoals Engeland en Frankrijk verscheept. Het waren luxeproducten. In de 19de eeuw kwamen industrieel bereide chutneymerken beschikbaar, speciaal aangepast aan de westerse smaak.